# وزارة التجارة والصناعة (إثيوبيا)
وزارة التجارة والصناعة ( بالأمهرية : የኢትዮጵያ የንግድና የኢንዱስትሪ ሚኒስቴር) هي وزارة حكومية إثيوبية مسؤولة عن الإشراف على قطاعات التجارة والصناعة الوطنية في إثيوبيا .